# Franz Maria Luitpold von Bayern

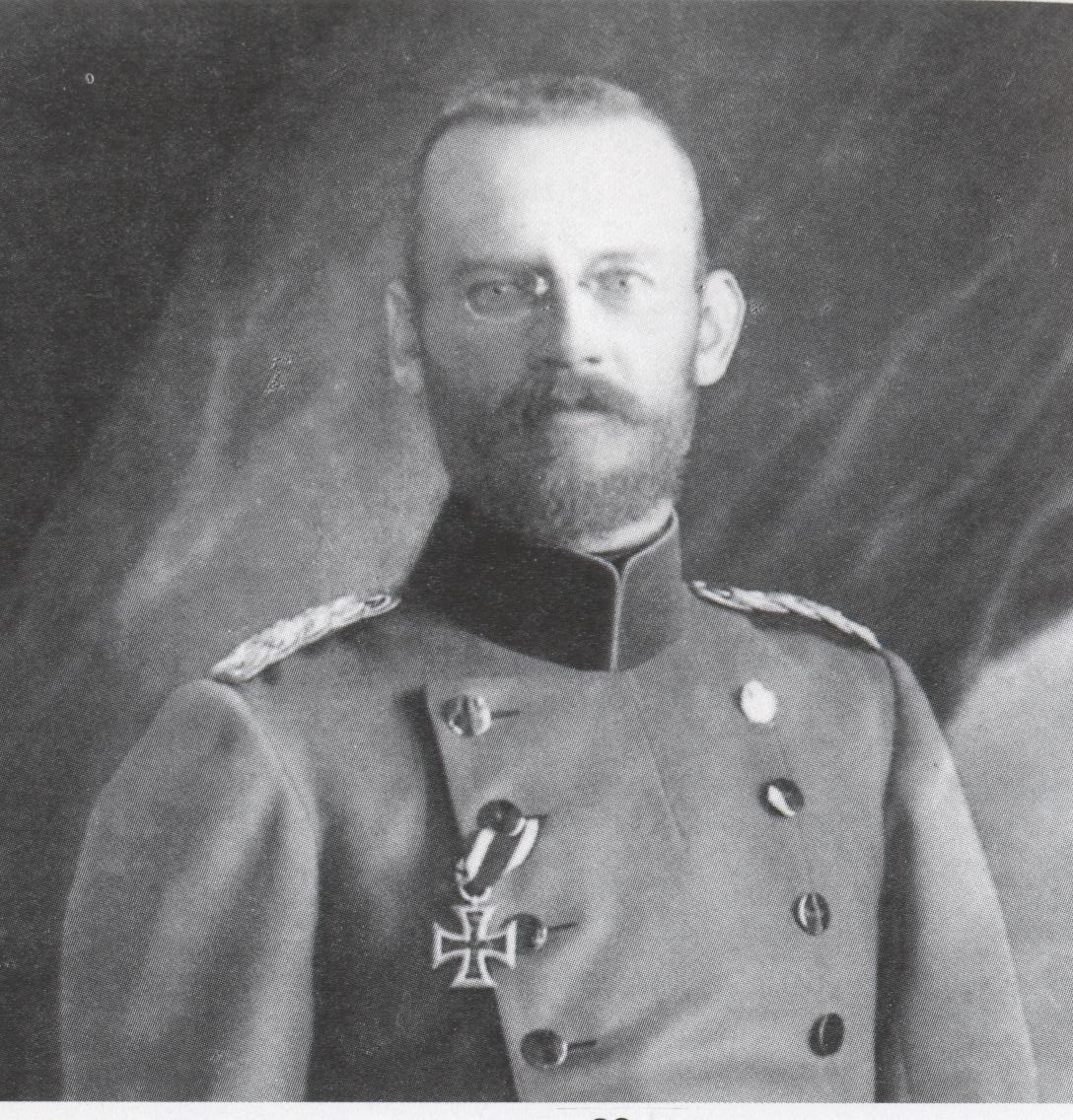
Prinz Franz von Bayern im Ersten Weltkrieg

Franz Maria Luitpold Prinz von Bayern (* 10. Oktober 1875 in Gut Samerhof bei Schloss Leutstetten, Starnberg; † 25. Januar 1957 ebenda) war ein bayerischer Prinz aus dem Hause Wittelsbach und Generalmajor der Bayerischen Armee.

## Leben
Er wurde als dritter Sohn von König Ludwig III. von Bayern und Königin Marie Therese geboren.
Nach der humanistischen Reifeprüfung nahm Prinz Franz ab 1894 an Vorlesungen und Übungen der Kriegsschule teil. 1896 unternahm er einen längeren Reiseurlaub nach Norddeutschland, Dänemark, Schweden und Norwegen. Mit großem Interesse widmete er sich dem Militärdienst in allen Waffengattungen. Ab 1911 wirkte er als ständiger Richterstellvertreter, ab 1. Januar 1914 als ständiger Richter am bayerischen Oberkriegsgericht.
Bereits am 8. Juli 1912 heiratete Franz die Prinzessin Isabella von Croy (1890–1982), eine Nichte von Erzherzogin Isabella von Österreich-Teschen (1856–1931), in der Kapelle von Schloss Weilburg im niederösterreichischen Baden bei Wien. 
Vor Beginn des Ersten Weltkriegs war er Kommandeur des bayerischen 2. Infanterie-Regiments „Kronprinz“. Als Regimentskommandeur rückte er an die Westfront ab und wurde schon bald bei Vermandovilers verwundet.
Kurz danach zum Generalmajor befördert, übernahm er am 3. Januar 1915 die 3. bayerische Infanteriebrigade. Zum 1. April umbenannt in 4. Infanterie-Brigade eroberte diese unter ihrem  Kommandeur am 23. und 24. Mai 1916 das Fort Douaumont zurück.
Wegen seiner „außergewöhnlichen Tatkraft und persönlichen Tapferkeit in den schweren Kämpfen vor Verdun, im Mai und Juni 1916“, erhielt Prinz Franz die höchste bayerische Tapferkeitsauszeichnung, das Ritterkreuz des Militär-Max-Joseph-Ordens.
Am 28. Oktober 1916 wurde er Kommandeur der 4. bayerischen Division. In der Flandernschlacht im Sommer 1917 bei Passchendaele griff die Formation die Briten an und warf sie bis Broodseynde zurück. Während der sogenannten Georg-Offensive im April 1918 erstürmte die Einheit den Kemmelberg und drang bis südlich Locre vor; ein weiterer Geländegewinn blieb ihr allerdings versagt. Prinz Franz wurde für diesen weiteren Beweis seiner militärischen Fähigkeiten am 26. April 1918 mit dem Kommandeurkreuz des bayerischen Militär-Max-Joseph-Ordens ausgezeichnet. Am 16. Mai 1918 erhielt er den Orden Pour le Mérite.
Während der Abwehrschlacht im Spätsommer 1918 zwischen der Scarpe und Somme führte Prinz Franz die 4. Division unter großen Verlusten nach Flandern zurück. Sie zählte am 1. September kaum noch mehr als 1000 Mann.
In den letzten Tagen des Krieges war die 4. Division bis 7. November 1918 im Grenzschutz gegen Italien eingesetzt.
Auch im Krieg bewahrte sich der Wittelsbacher Prinz wissenschaftliche und zivile Interessen. So hatte er beispielsweise als Abschnittkommandeur bei den Befestigungsbauten der Westfront, schöne aufgefundene Fossilien bergen und in die naturwissenschaftlichen Sammlungen Bayerns überführen lassen. An anderen Front-Abschnitten waren diese naturkundlichen Schätze achtlos vernichtet worden. Nach 1918 bereicherte er die Staatssammlungen erneut durch Fossilienfunde aus den familieneigenen Steinbrüchen an der unteren Altmühl.
Beruflich bewirtschaftete er nun das von seinen Eltern ererbte Gut Sárvár (Schloss Nádasdy) in Ungarn und gründete dort ein berühmtes Gestüt. Als er 1945 flüchten musste, siedelte er sich wieder in der Heimat an und bewirtschaftete das Land um Schloss Leutstetten, wo sein Bruder Kronprinz Rupprecht residierte und das schon sein Vater als König bebaut hatte.

In den „Wittelsbacher Lebensbildern“ von Hans Rall heißt es abschließend über ihn:

„In Bauern- und Jägerkreisen hochgeschätzt, ein bewährter bayerischer Soldat, ein erfahrener Land- und Forstwirt und nicht zuletzt ein frommer und wegen seiner einfachen, väterlichen Güte geliebter Prinz, verkörperte er ein Stück des alten Bayern.!“

Er liegt in der St. Michaelskirche zu München begraben.
Prinz Franz wurde Namensgeber für Prinz-Franz-Kaserne sowie Königlich Bayerisches 20. Infanterie-Regiment „Prinz Franz“.

## Nachkommen
- Ludwig Karl Maria Prinz von Bayern (1913–2008) ⚭ Irmingard Prinzessin von Bayern (1923–2010)
- Maria Elisabeth Prinzessin von Bayern (1914–2011) ⚭ 1937 Nymphenburg: Peter Heinrich Prinz von Orleans und Braganza (1909–1981)
- Adelgunde Prinzessin von Bayern (1917–2004) ⚭ 1948 Leutstetten: Zdenko Freiherr von Hoenning O’Carroll (1906–1996)
- Eleonore Therese Prinzessin von Bayern (1918–2009) ⚭ 2. August 1948 Leutstetten: Konstantin Graf von Waldburg-Zeil (1909–1972)
- Dorothea Prinzessin von Bayern (1920–2015[2]) ⚭ 1938 Sarvar, Ungarn: Gottfried Habsburg-Lothringen (Gottfried von Österreich-Toskana; 1902–1984)[3]
- Rasso Prinz von Bayern (1926–2011[4]) ⚭ 1955: Theresa Habsburg-Lothringen (Theresa von Österreich-Toskana; * 1931)[3]

## Vorfahren
| Ahnentafel von Franz von Bayern | Ahnentafel von Franz von Bayern                                                                   | Ahnentafel von Franz von Bayern                                                                                              | Ahnentafel von Franz von Bayern                                                                                 | Ahnentafel von Franz von Bayern                                                                     | Ahnentafel von Franz von Bayern                                                                                      | Ahnentafel von Franz von Bayern                                                                                      | Ahnentafel von Franz von Bayern                                                                                      | Ahnentafel von Franz von Bayern                                                                                      |
| ------------------------------- | ------------------------------------------------------------------------------------------------- | --- | --- | --------------------------------------------------------------------------------------------------- | --- | --- | --- | --- |
| Ururgroßeltern                  | König Maximilian I. Joseph (1756–1825) ⚭ 1785 Auguste Wilhelmine von Hessen-Darmstadt (1765–1796) | Herzog Friedrich von Sachsen-Hildburghausen (1763–1834) ⚭ 1785 Charlotte Georgine Luise von Mecklenburg-Strelitz (1769–1818) | Großherzog Ferdinand III. von Österreich-Toskana (1769–1824) ⚭ 1790 Luisa Maria von Neapel-Sizilien (1773–1802) | Maximilian von Sachsen (1759–1838) ⚭ 1792 Caroline von Bourbon-Parma (1770–1804)                    | Erzherzog Ferdinand Karl von Österreich (1754–1806) ⚭ 1812 Maria Beatrice d’Este (1750–1829)                         | König Viktor Emanuel I. von Sardinien (1759–1824) ⚭ 1789 Maria Theresia von Österreich-Este (1773–1832)              | Kaiser Leopold II. (1747–1792) ⚭ 1765 Maria Ludovica von Spanien (1745–1792)                                         | Ludwig von Württemberg (1756–1817) ⚭ 1784 Henriette von Nassau-Weilburg (1780–1857)                                  |
| Urgroßeltern                    | König Ludwig I. (1786–1868) ⚭ 1810 Therese von Sachsen-Hildburghausen (1792–1854)                 | König Ludwig I. (1786–1868) ⚭ 1810 Therese von Sachsen-Hildburghausen (1792–1854)                                            | Großherzog Leopold II. von Österreich-Toskana (1797–1870) ⚭ 1816 Maria Anna von Sachsen (1799–1832)             | Großherzog Leopold II. von Österreich-Toskana (1797–1870) ⚭ 1816 Maria Anna von Sachsen (1799–1832) | Erzherzog Franz IV. von Österreich-Este, Herzog von Modena (1779–1846) ⚭ 1812 Maria Beatrix von Savoyen (1792–1840)  | Erzherzog Franz IV. von Österreich-Este, Herzog von Modena (1779–1846) ⚭ 1812 Maria Beatrix von Savoyen (1792–1840)  | Erzherzog Joseph Anton Johann von Österreich (1776–1847) ⚭ 1819 Maria Dorothea von Württemberg (1797–1855)           | Erzherzog Joseph Anton Johann von Österreich (1776–1847) ⚭ 1819 Maria Dorothea von Württemberg (1797–1855)           |
| Großeltern                      | Prinzregent Luitpold von Bayern (1821–1912) ⚭ 1844 Auguste Ferdinande von Österreich (1825–1864)  | Prinzregent Luitpold von Bayern (1821–1912) ⚭ 1844 Auguste Ferdinande von Österreich (1825–1864)                             | Prinzregent Luitpold von Bayern (1821–1912) ⚭ 1844 Auguste Ferdinande von Österreich (1825–1864)                | Prinzregent Luitpold von Bayern (1821–1912) ⚭ 1844 Auguste Ferdinande von Österreich (1825–1864)    | Erzherzog Ferdinand Karl von Österreich-Este (1821–1849) ⚭ 1847 Elisabeth Franziska Maria von Österreich (1831–1903) | Erzherzog Ferdinand Karl von Österreich-Este (1821–1849) ⚭ 1847 Elisabeth Franziska Maria von Österreich (1831–1903) | Erzherzog Ferdinand Karl von Österreich-Este (1821–1849) ⚭ 1847 Elisabeth Franziska Maria von Österreich (1831–1903) | Erzherzog Ferdinand Karl von Österreich-Este (1821–1849) ⚭ 1847 Elisabeth Franziska Maria von Österreich (1831–1903) |
| Eltern                          | König Ludwig III. (1845–1921) ⚭ 1868 Marie Therese von Österreich-Este (1849–1919)                | König Ludwig III. (1845–1921) ⚭ 1868 Marie Therese von Österreich-Este (1849–1919)                                           | König Ludwig III. (1845–1921) ⚭ 1868 Marie Therese von Österreich-Este (1849–1919)                              | König Ludwig III. (1845–1921) ⚭ 1868 Marie Therese von Österreich-Este (1849–1919)                  | König Ludwig III. (1845–1921) ⚭ 1868 Marie Therese von Österreich-Este (1849–1919)                                   | König Ludwig III. (1845–1921) ⚭ 1868 Marie Therese von Österreich-Este (1849–1919)                                   | König Ludwig III. (1845–1921) ⚭ 1868 Marie Therese von Österreich-Este (1849–1919)                                   | König Ludwig III. (1845–1921) ⚭ 1868 Marie Therese von Österreich-Este (1849–1919)                                   |
| Franz von Bayern                |                                                                                                   | | | | | | | |